# Gutspark Altfriedland

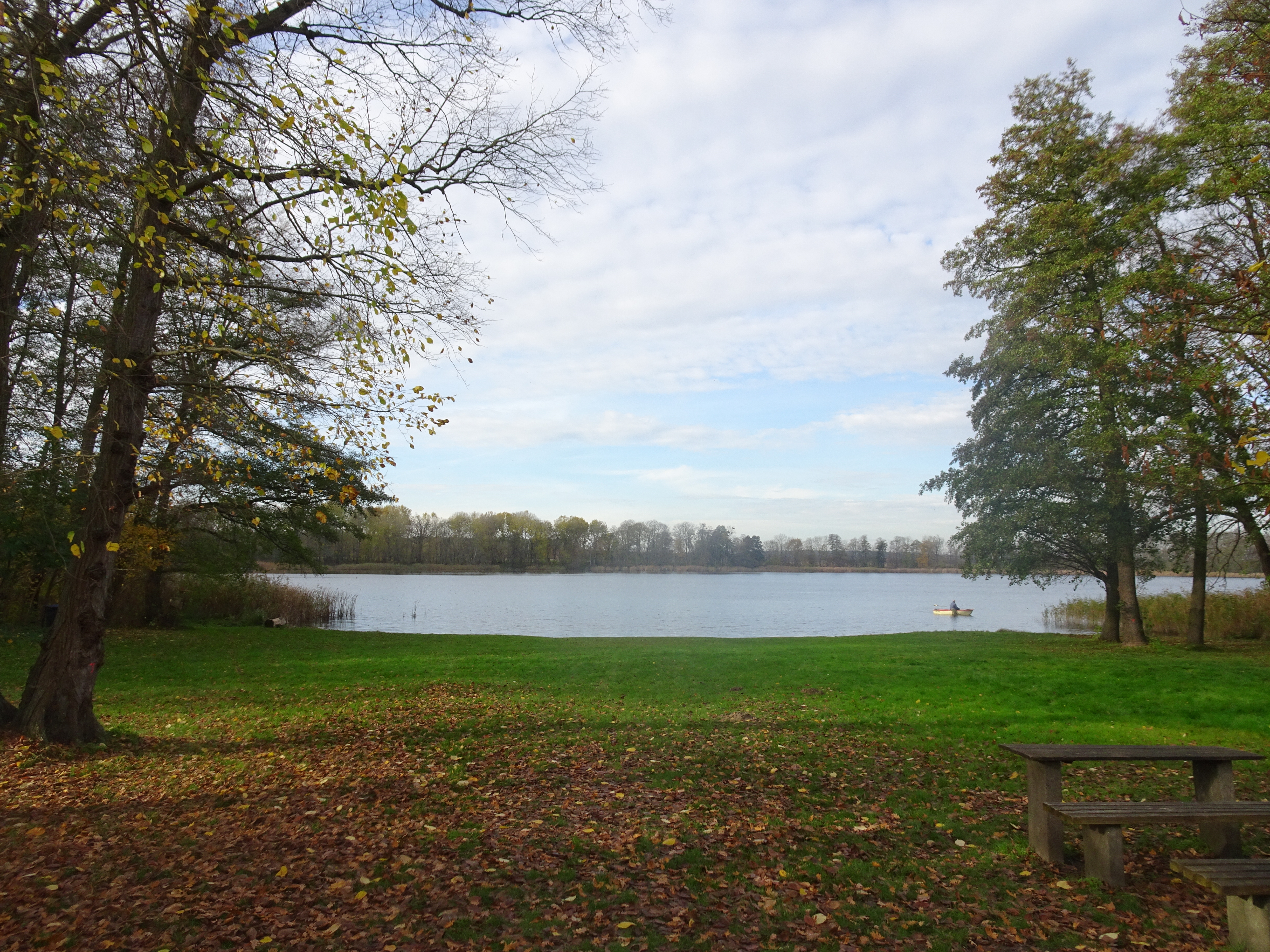
Gutspark Altfriedland

Der Gutspark Altfriedland ist ein denkmalgeschützter Park, der zum Gemeindeteil Altfriedland von Neuhardenberg im Landkreis Märkisch-Oderland in Brandenburg gehört. Der Park ist in der Denkmalliste des Landes Brandenburg für den Landkreis Märkisch-Oderland unter der ID-Nr. 09181919 eingetragen.

## Beschreibung
Der Gutspark wandelte sich vom Klostergarten über den Lustgarten im frühen 18. Jahrhundert zum Landschaftsgarten des 19. Jahrhunderts. Der Park gehörte zum  Gut Altfriedland, letzte Gutsbesitzer war die Familie von Oppen. 
In der 2. Hälfte des 20. Jahrhunderts verwilderte der Park. Heute besteht der zentrale Teil des Parks aus einer überwiegend mit Gras bewachsenen Fläche, die zum Klostersee leicht abfällt.